# Esenbeckia vazquezii
El árbol denominado Esenbeckia vazquezii es endémico del estado de Morelos en México y único en el mundo. El árbol fue descubierto en el año 2013 por científicos del Instituto de Biología de la UNAM, entre ellos Clara Hilda Ramos Álvarez y Esteban Manuel Martínez Salas y se encuentra en el parque “El Texcal”, donde se busca rescatarlo y preservarlo.

## Características
Es un árbol de aproximadamente 15 metros de altura. Tiene un tronco oscuro con manchas claras en todo lo largo del tallo, miden de ancho entre 40-50 centímetros de diámetro. Se conocen solo 16 ejemplares de esta serie.
En las épocas de sequía, llega a perder sus hojas y produce unas pequeñas flores blancas y después un fruto (como una nuez), la cual si se abre se encuentran una semillas de color blanco.

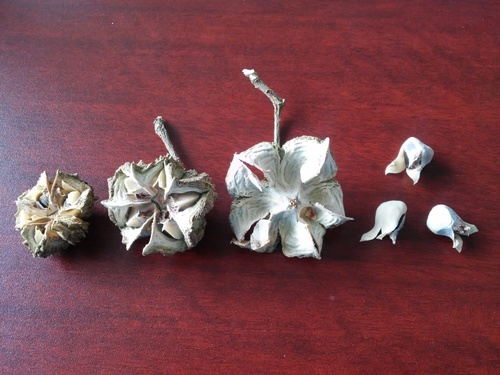
Semillas del árbol Esenbeckia vazquezii.

A partir de sembrar las semillas obtenidas, sólo germinaron 14 ejemplares. Hasta el momento, no se tiene un uso identificado para esta especie.

## Taxonomía
El género fue descrito por Clara Hilda Ramos Álvarez y Esteban Manuel Martínez Salas y publicado por el Dr. Gerardo A. Salazar Chávez, en el Herbario Nacional de México (MEXU) IBUNAM:MEXU:T1372850.

## Etimología
Esenbeckia: nombre genérico que fue otorgado en honor del naturalista alemán Christian Gottfried Daniel Nees von Esenbeck (1776 - 1858).